# Joseph Michon
Joseph Alexis Michon fue un médico y político francés, nacido y fallecido en París (1836-1904).
Hijo de Louis-Marie Michon, cirujano parisiense, cursó sus estudios en el Liceo Louis-le-Grand. Doctorado en Medicina, en Letras y licenciado en Ciencias Naturales, fue miembro del Consejo de la Sociedad de Agricultura (Société d'Agriculture).
Estrechamente vinculado al conde de París, nieto mayor del rey Luis Felipe y jefe de la casa de Orleans, no consigue imponerse en las elecciones legislativas de 1869 contra Eugène Schneider en Saona y Loira; derrotado por el todopoderoso patrón de las forjas y presidente del cuerpo legislativo, que sin embargo debe cederle la plaza por las exenciones establecidas. Sus otros intentos en las votaciones no tendrían más éxito.
Nombrado prefecto de Puy-de-Dôme después de la guerra franco-prusiana de 1870 para contener los brotes bonapartistas, fue nombrado en plena revuelta (a pesar de sus ideas monárquicas) en 1877 para la Prefectura de Loiret con la confianza del general Mac Mahon, Presidente de la República.
El establecimiento definitivo de la República y la muerte del conde de París, pretendiente al trono, marcarán su retiro de la vida política. Murió en París en su hotel en la Rue de Babylone. Sus restos descansan en el cementerio de Montparnasse.